# David Oaks
David William Oaks (né le 16 septembre 1955, Chicago, États-Unis) est un militant américain des droits civils et le fondateur et ancien directeur exécutif de MindFreedom International.

## Biographie
L'organisation de David Oaks, MindFreedom International, comprend des survivants de la psychiatrie et des psychiatres qui rejettent le modèle biomédical qui définit la psychiatrie contemporaine. Ils estiment que "la maladie mentale est causée par une détresse émotionnelle grave, souvent combinée à un manque de socialisation", et ils "dénoncent le traitement omniprésent avec des médicaments sur ordonnance, dont les ventes ont presque doublé depuis 1998". En outre, "ils condamnent l'utilisation continue de l'électroconvulsivo-thérapie, également connue sous le nom d'électrochocs - qui, selon eux, viole les droits de l'homme des patients." 
Oaks a déclaré que les médicaments psychiatriques que prennent les patients sont débilitants et ont des effets secondaires nocifs, et que les gens peuvent se rétablir sans eux. Il a protesté contre les compagnies pharmaceutiques et a participé à des grèves de la faim pour « exiger la preuve que les médicaments peuvent gérer les déséquilibres chimiques dans le cerveau ».
Oaks a appelé à «une révolution non violente dans tout le système de santé mentale».
Oaks a été institutionnalisé et traité de force dans les années 1970, alors qu'il étudiait à Harvard University à Cambridge, Massachusetts, pour ce qui a été diagnostiqué comme schizophrénie. Il a déclaré qu'il s'était rétabli en rejetant les médicaments et en obtenant le soutien de sa famille et de ses amis. Oaks « maintient sa santé mentale grâce à l'exercice, au régime alimentaire, aux conseils de ses pairs et aux excursions dans la nature - des stratégies qui sont bien en dehors de la pensée dominante des psychiatres et de nombreux patients ». Il fait partie du conseil d'administration du Conseil international des États-Unis sur le handicap.
Le 2 décembre 2012, Oaks est tombé d'une échelle, a subi une fracture du cou et est maintenant paralysé. Il a quitté son poste de directeur exécutif de MindFreedom en décembre 2012.

## Sélection d'articles
- Oaks, David W. (1993). ‘Antipsychiatrie und Politik – 20 Jahre Widerstand in den USA’ (p. 443–448). In Kerstin Kempker & Peter Lehmann (Eds.), Statt Psychiatrie. Berlin: Antipsychiatrieverlag;  (ISBN 3-925931-07-4).
- Oaks, David W. (2004). ‘Mad movements: Chaordic paths in mental health activism toward a revolution of empowerment.’ In National Research and Training Center’s National Self-Determination and Psychiatric Disability Invitational Conference.
- Oaks, David W. (2007). ‘MindFreedom International: Activism for Human Rights as the Basis for a Nonviolent Revolution in the Mental Health System’. In Peter Stastny & Peter Lehmann (Eds.), Alternatives Beyond Psychiatry (p. 328–336). Berlin/Eugene/Shrewsbury: Peter Lehmann Publishing;  (ISBN 978-0-9545428-1-8) (UK);  (ISBN 978-0-9788399-1-8) (USA). E-Book in 2018.
- Oaks, David W. (2007). ‘MindFreedom International – Engagement für Menschenrechte als Grundlage einer gewaltfreien Revolution im psychosozialen System’. In Peter Lehmann & Peter Stastny (Eds.), Statt Psychiatrie 2 (p. 344–352). Berlin/Eugene/Shrewsbury: Antipsychiatrieverlag;  (ISBN 978-3-925931-38-3). E-Book in 2018.
- Oaks, David W. (2011). 'The moral imperative for dialogue with organizations of survivors of coerced psychiatric human rights violations' (p. 187–209). In Thomas W. Kallert, Juan E. Mezzich and John Monahan (Eds.), Coercive Treatment in Psychiatry: Clinical, Legal and Ethical Aspects. John Wiley & Sons, Ltd;  (ISBN 978-0-470-66072-0).
- Oaks, David W. (2012). ‘Whose Voices Should Be Heard?: the Role of Mental Health Consumers, Psychiatric Survivors and Families’ (p. 566–576). In Dudley, M., Silove, D., & Gale, F. (Eds.). Mental health and human rights: vision, praxis, and courage. Oxford University Press;  (ISBN 978-0199213962).